# راپاهانوک آکادمی (ویرجینیا)
راپاهانوک آکادمی (به انگلیسی: Rappahannock Academy) یک منطقهٔ مسکونی در ایالات متحده آمریکا است که در شهرستان کارولین، ویرجینیا واقع شده‌است. راپاهانوک آکادمی ۶۰٫۹۶ متر بالاتر از سطح دریا واقع شده‌است.